# Madison Schuck
Pour les articles homonymes, voir Schuck.
Pas d'image ? Cliquez ici

a Compétitions nationales et continentales officielles uniquement.

b Matchs officiels uniquement.
Madison Schuck, née le 8 octobre 1991 à Brisbane (Australie), est une joueuse internationale australienne de rugby à XV évoluant au poste de pilier.

## Biographie
Madison Schuck naît le 8 octobre 1991 à Brisbane en Australie.
En 2022, elle joue pour les Queensland Reds. Elle compte 5 sélections en équipe d'Australie de rugby à XV quand elle est retenue en septembre 2022 pour disputer la Coupe du monde en Nouvelle-Zélande.